# The Prophet's Song
"The Prophet's Song" är en låt av rockgruppen Queen, skriven av gitarristen Brian May, utgiven på Queens fjärde studioalbum "A Night at the Opera". Låten var från början tänkt att bli albumets första singel, men bandet valde senare att släppa Bohemian Rhapsody i stället.
I mitten av låten är det bara sång och Freddie Mercury sjunger i kanon i 2,5 minut. Låten är över åtta minuter lång och är därmed Queens längsta låt.

## Låtskrivandet
Brian May inspirerades att skriva låten efter en dröm han haft. The Prophet's Song kallades från början "People of the Earth" och var indelad i fyra olika delar.

## Medverkande
- Freddie Mercury - sång
- Brian May - akustisk gitarr, elgitarr, koto, kör
- Roger Taylor - trummor, kör
- John Deacon - bas